# Regionen des Northern Territory
Die sieben Regionen des Northern Territory in Australien:
- Arnhem Land
- Barkly Tableland
- Central Australia/Alice Springs Region/Red Centre
- Darwin Region
- Katherine Region
- Top End
- Victoria River

Auch das Top End wird als Region bezeichnet. Es umfasst Darwin und die Arnhem Land Region. Central Australia wird für die Central Region gebraucht. 
Eine Reihe von Wüsten und ökologische Regionen umfassen außer Gebieten des Northern Territory auch solche in Western Australia, South Australia und Queensland. Dazu gehören 
- Simpson Desert
- Tanami Desert